# Peter Uwe Hohendahl
Peter Uwe Hohendahl (* 17. März 1936 in Hamburg) ist ein deutsch-amerikanischer Literaturwissenschaftler und emeritierter Hochschullehrer.

## Leben und Wirken
Hohendahl wuchs in Hamburg auf, wo er das Neusprachliche Gymnasium in Fuhlsbüttel besuchte und nach dem Abitur 1955 ein Jura-Studium begann, das er jedoch nach einem Jahr wieder abbrach. Nach einer kurzen Studienzeit an der Universität in Bern, die zu seiner Abkehr von der Rechtswissenschaft führte, setzte er das Studium in Hamburg und Göttingen mit den Fächern Deutsche Literatur, Geschichte und Philosophie fort. Er wurde 1964 an der Universität Hamburg mit einer Dissertation über das Bild der Welt im expressionistischen Drama promoviert. Ein Postdoctoral Fellowship ermöglichte ihm anschließend einen Aufenthalt in den Vereinigten Staaten. 1965 wurde er Assistant Professor an der Pennsylvania State University. 1968 wurde er an die Washington University in St. Louis berufen, wo er 1972 die Leitung der Deutschen Abteilung übernahm. 1977 wechselte er an die Cornell University, wo ihm 1981 die Leitung des Department of German Studies angetragen wurde. 1992 begann er dort mit dem Aufbau des interdisziplinären Institute for German Cultural Studies, das er bis 2007 geleitet hat. Nach seiner Emeritierung ist er offiziell Jacob Gould Schurman Professor Emeritus.
2003 wurde Hohendahl in die American Academy of Arts and Sciences aufgenommen.
Während sich Hohendahl in den 1970er Jahren schwerpunktmäßig mit Fragen der Rezeption und Wirkung von Literatur beschäftigte, verschob sich sein Interesse seit den 1990er Jahren zunehmend auf Fragen zur Geschichte und Zukunft der Hochschulbildung in den Vereinigten Staaten wie in Deutschland und den Einfluss von politischen Theorien auf kulturelle Vorstellungswelten. Dabei hat er mehrere Studien zu Theodor W. Adorno und Carl Schmitt veröffentlicht.
Er ist seit 1965 mit Eecky Maria Hohendahl, geb. Zoetelief verheiratet. Er hat zwei Töchter, die in Amerika geboren wurden.

## Veröffentlichungen (Auswahl)

### Als Verfasser
- Das Bild der bürgerlichen Welt im expressionistischen Drama. Winter, Heidelberg 1967 (Diss. Hamburg 1967)
- Literaturkritik und Öffentlichkeit. Piper, München 1974, ISBN 3-492-00384-2.
- Der europäische Roman der Empfindsamkeit. Athenaion, Wiesbaden 1977, ISBN 3-7997-0664-X.
- Literarische Kultur im Zeitalter des Liberalismus – 1830–1870. Beck, München 1985, ISBN 3-406-30424-9.
- Geschichte – Opposition – Subversion. Studien zur Literatur des 19. Jahrhunderts. Böhlau, Köln [u. a.] 1993, ISBN 3-412-02493-7.
- Prismatic thought : Theodor W. Adorno. University of Nebraska Press, Licoln 1995. ISBN 0-8032-2378-1.
- Heinrich Heine. Europäischer Schriftsteller und Intellektueller. E.Schmidt, Berlin 2008, ISBN 978-3-503-09846-0.
- Übergänge. Autobiographische Notate. Aisthesis Berlag, Bielefeld 2008. ISBN 978-3-89528-668-1.
- Erfundene Welten. Relektüren zu Form und Zeitstruktur in Ernst Jüngers erzählender Prosa. Fink, Paderborn 2013, ISBN 978-3-7705-5496-6.
- Perilious futures. On Carl Schmitt’s late writings. Cornell University Press, Ithaca / London 2018, ISBN 978-1-5017-2654-5.

### Als Herausgeber
- Benn, Wirkung wider Willen. Dokumente zur Wirkungsgeschichte Benns. Athenäum-Verlag, Frankfurt / Main 1971.
- Sozialgeschichte und Wirkungsästhetik. Dokumente zur empirischen und marxistischen Rezeptionsforschung. Athenäum-Verlag, Frankfurt / Main 1974, ISBN 3-7610-1737-5.
- Literatur und Literaturtheorie in der DDR. Suhrkamp, Frankfurt / Main 1976, ISBN 3-518-00779-3.
- Literatur der DDR in den siebziger Jahren. Suhrkamp, Frankfurt / Main 1983, ISBN 3-518-11174-4.
- Geschichte der deutschen Literaturkritik (1730–1980). Metzler, Stuttgart 1985, ISBN 3-476-00574-7.
- Öffentlichkeit – Geschichte eines kritischen Begriffs. Metzler, Stuttgart 2000, ISBN 3-476-01661-7.
- Kulturwissenschaften. Beiträge zur Erprobung eines umstrittenen literaturwissenschaftlichen Paradigmas. Weidler, Berlin 2001, ISBN 3-89693-159-8.
- German studies in the United States. A historical handbook.  Modern Language Association of America, New York 2003, ISBN 0-87352-989-8.
- The fleeting promise of Art. Adorno’s aesthetic theory revisited. Cornell University Press, Ithaca 2013, ISBN 978-0-8014-5236-9.